# سهندسفلی
سهندسفلی یک روستا در ایران است که در دهستان اوریادماه‌نشان واقع شده‌است. ودر۱۸کیلومتری ماهنشان ودر۱۳۷کیلومتری شهرزنجان واقع است وراه اسفالته ماهنشان پری ازکناراین روستامیگذردسهندسفلی دارای باغات ومزرعه های خوبی است که مردم رابرای تفریح به ان میکشاندودارای نانوایی لواش ویک مدرسه ابتدایی ویک مدرسه متوسطه اول است ودارای چندین خواروبارفروشی است سهندسفلی ۱۲۰۰ نفر جمعیت دارد.وازروستاهای باصفاوزیبای ماهنشان است زبان آذری ودین اسلام ومذهب تشیع هستند
مردمان آن مشغول کشاورزی ودامپروری اندومحصولاتی همچون گندم وجودارند
سهندسفلی زمستان هایی سردوبرفی وتابستان هایی خنک دارد